# Аарон, Дэвид
Дэ́вид Ло́уренс Ааро́н (англ. David Laurence Aaron; род. 21 августа 1938) — американский политолог, дипломат. Член Совета по международным отношениям.
Почётный доктор права колледжа Оксиденталь.
Окончил колледж Оксиденталь (бакалавр) и Школу общественных и международных отношений им. Вудро Вильсона Принстонского университета (магистр).
На дипломатической службе с 1962 года.
В 1972—1974 годах работал под руководством Генри Киссинджера в Совете национальной безопасности США.
В 1974 году по рекомендации З.Бжезинского работал помощником сенатора-демократа Уолтера Мондейла.
В 1977—1981 годах работал заместителем советника президента США по национальной безопасности.
Участвовал в избирательных кампаниях Уолтера Мондейла и Билла Клинтона.
В администрации Клинтона работал представителем США при Организации экономического сотрудничества и развития.
С 2003 года сотрудник корпорации RAND.
Работал директором Центра ближневосточной общественной политики корпорации RAND.